# 17e étape du Tour d'Espagne 2006
Pour un article plus général, voir Tour d'Espagne 2006.
La 17e étape du Tour d'Espagne 2006 a eu lieu le 13 septembre 2006 entre la ville d'Adra et celle de Grenade sur une distance de 167 km. Elle a été remportée par l'Américain Tom Danielson (Discovery Channel) devant le Kazakh Alexandre Vinokourov (Astana) alors que l'Espagnol Samuel Sánchez (Euskaltel-Euskadi) termine troisième. Vinokourov s'empare du maillot doré de leader du classement général au détriment d'Alejandro Valverde (Caisse d'Épargne-Illes Balears).
Vainqueur initialement de l'étape, Thomas Danielson a été déclassé. Fin 2012, après avoir avoué s'être dopé durant sa carrière, il est suspendu six mois à partir du 1er septembre 2012 et ses résultats obtenus entre les 1er mars 2005 et 23 septembre 2006 lui sont retirés.

## Profil et parcours
Trois cols au programme de cette seconde étape andalouse, dont deux de 1re catégorie :
- Alto de Albondón (1re cat.)
- Alto de Lanjarón (3e cat.)
- Alto de Monachil (1re cat.)

## Déroulement

### Récit
Cette étape a été marquée dans un premier temps par l'échappée de six coureurs (Thomas Danielson, Sérgio Paulinho, Lars Ytting Bak, Stéphane Goubert, Dmitriy Fofonov et Éric Leblacher).
Dans l'Alto de Monachil, Thomas Danielson part seul et franchit le col en tête. Il reste alors 20 km avant l'arrivée. Derrière, dans le groupe des leaders, Alexandre Vinokourov attaque et distance tous ses adversaires. Il parvient à augmenter son avance dans la descente et rejoint Danielson à 5 km du but. Alejandro Valverde tente de réduire l'écart à l'arrière mais ne peut compter sur aucun coéquipier. Ainsi, il perd son maillot de leader pour 9 secondes au profit de Vinokourov.

### Points distribués
| Premier   | Thomas Danielson États-Unis | 4 pts |
| Second    | Sérgio Paulinho Portugal    | 2 pts |
| Troisième | Éric Leblacher France       | 1 pt  |

| Premier   | Éric Leblacher France       | 4 pts |
| Second    | Stéphane Goubert France     | 2 pts |
| Troisième | Thomas Danielson États-Unis | 1 pt  |

| Premier   | Egoi Martínez Espagne        | 16 pts |
| Second    | Pietro Caucchioli Italie     | 12 pts |
| Troisième | Andrey Kashechkin Kazakhstan | 10 pts |
| Quatrième | Thomas Danielson États-Unis  | 8 pts  |
| Cinquième | Xabier Zandio Espagne        | 6 pts  |
| Sixième   | Evgueni Petrov Russie        | 4 pts  |
| Septième  | Kurt Asle Arvesen Norvège    | 3 pts  |
| Huitième  | Stéphane Goubert France      | 2 pts  |
| Neuvième  | Éric Leblacher France        | 1 pts  |

| Premier   | Éric Leblacher France       | 6 pts |
| Second    | Stéphane Goubert France     | 4 pts |
| Troisième | Sérgio Paulinho Portugal    | 2 pts |
| Quatrième | Thomas Danielson États-Unis | 1 pts |

| Premier   | Thomas Danielson États-Unis        | 16 pts |
| Second    | Andrey Kashechkin Kazakhstan       | 12 pts |
| Troisième | Alexandre Vinokourov Kazakhstan    | 10 pts |
| Quatrième | José Ángel Gómez Marchante Espagne | 8 pts  |
| Cinquième | Alejandro Valverde Espagne         | 6 pts  |
| Sixième   | Carlos Sastre Espagne              | 4 pts  |
| Septième  | Stéphane Goubert France            | 3 pts  |
| Huitième  | Sérgio Paulinho Portugal           | 2 pts  |
| Neuvième  | Samuel Sánchez Espagne             | 1 pts  |

## Classement de l'étape
| \| Classement de l'étape \| Classement de l'étape \| Classement de l'étape \| Classement de l'étape \| Classement de l'étape \| \| Coureur \| Coureur \| Pays \| Équipe \| Temps \| \| --------------------- \| -------------------------- \| --------------------- \| ------------------------------- \| --------------------- \| \| 1er \| Tom Danielson \| États-Unis \| Discovery Channel \| DQ \| \| 2e \| Alexandre Vinokourov \| Kazakhstan \| Astana \| + 0 s \| \| 3e \| Samuel Sánchez \| Espagne \| Euskaltel-Euskadi \| + 1 min 10 s \| \| 4e \| Andrey Kashechkin \| Kazakhstan \| Astana \| + 1 min 39 s \| \| 5e \| Carlos Sastre \| Espagne \| CSC \| + 1 min 39 s \| \| 6e \| Stéphane Goubert \| France \| AG2R Prévoyance \| + 1 min 39 s \| \| 7e \| Luis Pérez Rodríguez \| Espagne \| Cofidis-Le Crédit par Téléphone \| + 1 min 39 s \| \| 8e \| Alejandro Valverde \| Espagne \| Caisse d'Épargne-Illes Balears \| + 1 min 39 s \| \| 9e \| José Ángel Gómez Marchante \| Espagne \| Saunier Duval-Prodir \| + 1 min 39 s \| \| 10e \| Leonardo Piepoli \| Italie \| Saunier Duval-Prodir \| + 1 min 39 s \| |                            |            |                                 |              |
| |                            |            |                                 |              |
| |                            |            |                                 |              |
| Classement de l'étape |                            |            |                                 |              |
| Coureur | Coureur                    | Pays       | Équipe                          | Temps        |
| 1er | Tom Danielson              | États-Unis | Discovery Channel               | DQ           |
| 2e | Alexandre Vinokourov       | Kazakhstan | Astana                          | + 0 s        |
| 3e | Samuel Sánchez             | Espagne    | Euskaltel-Euskadi               | + 1 min 10 s |
| 4e | Andrey Kashechkin          | Kazakhstan | Astana                          | + 1 min 39 s |
| 5e | Carlos Sastre              | Espagne    | CSC                             | + 1 min 39 s |
| 6e | Stéphane Goubert           | France     | AG2R Prévoyance                 | + 1 min 39 s |
| 7e | Luis Pérez Rodríguez       | Espagne    | Cofidis-Le Crédit par Téléphone | + 1 min 39 s |
| 8e | Alejandro Valverde         | Espagne    | Caisse d'Épargne-Illes Balears  | + 1 min 39 s |
| 9e | José Ángel Gómez Marchante | Espagne    | Saunier Duval-Prodir            | + 1 min 39 s |
| 10e | Leonardo Piepoli           | Italie     | Saunier Duval-Prodir            | + 1 min 39 s |

## Classement général
L'issue de cette étape présente de nombreux changements au classement général. Second de l'étape, le Kazakh Alexandre Vinokourov (Astana) détrône l'ancien leader, l'Espagnol Alejandro Valverde (Caisse d'Épargne-Illes Balears), et s'empare du maillot de leader du classement général pour seulement neuf secondes. Carlos Sastre (CSC) conserve sa troisième place au classement avec à 1 minute et 51 secondes de retard. L'Américain Tom Danielson (Discovery Channel) profite de sa victoire d'étape pour gagner quatre places et remonter au sixième rang à plus de six minutes du leader. Luis Pérez Rodríguez fait son entrée dans le top 10 à plus de neuf minutes.
| \| Classement général \| Classement général \| Classement général \| Classement général \| Classement général \| \| Coureur \| Coureur \| Pays \| Équipe \| Temps \| \| ------------------ \| -------------------------- \| ------------------ \| ------------------------------- \| ------------------ \| \| 1er \| Alexandre Vinokourov \| Kazakhstan \| Astana \| 67 h 29 min 41 s \| \| 2e \| Alejandro Valverde \| Espagne \| Caisse d'Épargne-Illes Balears \| + 9 s \| \| 3e \| Carlos Sastre \| Espagne \| CSC \| + 1 min 51 s \| \| 4e \| Andrey Kashechkin \| Kazakhstan \| Astana \| + 2 min 14 s \| \| 5e \| José Ángel Gómez Marchante \| Espagne \| Saunier Duval-Prodir \| + 4 min 32 s \| \| 6e \| Tom Danielson \| États-Unis \| Discovery Channel \| DQ \| \| 7e \| Manuel Beltrán \| Espagne \| Discovery Channel \| + 6 min 33 s \| \| 8e \| Samuel Sánchez \| Espagne \| Euskaltel-Euskadi \| + 7 min 25 s \| \| 9e \| Vladimir Karpets \| Russie \| Caisse d'Épargne-Illes Balears \| + 7 min 49 s \| \| 10e \| Luis Pérez Rodríguez \| Espagne \| Cofidis-Le Crédit par Téléphone \| + 9 min 04 s \| |                            |            |                                 |                  |
| |                            |            |                                 |                  |
| |                            |            |                                 |                  |
| Classement général |                            |            |                                 |                  |
| Coureur | Coureur                    | Pays       | Équipe                          | Temps            |
| 1er | Alexandre Vinokourov       | Kazakhstan | Astana                          | 67 h 29 min 41 s |
| 2e | Alejandro Valverde         | Espagne    | Caisse d'Épargne-Illes Balears  | + 9 s            |
| 3e | Carlos Sastre              | Espagne    | CSC                             | + 1 min 51 s     |
| 4e | Andrey Kashechkin          | Kazakhstan | Astana                          | + 2 min 14 s     |
| 5e | José Ángel Gómez Marchante | Espagne    | Saunier Duval-Prodir            | + 4 min 32 s     |
| 6e | Tom Danielson              | États-Unis | Discovery Channel               | DQ               |
| 7e | Manuel Beltrán             | Espagne    | Discovery Channel               | + 6 min 33 s     |
| 8e | Samuel Sánchez             | Espagne    | Euskaltel-Euskadi               | + 7 min 25 s     |
| 9e | Vladimir Karpets           | Russie     | Caisse d'Épargne-Illes Balears  | + 7 min 49 s     |
| 10e | Luis Pérez Rodríguez       | Espagne    | Cofidis-Le Crédit par Téléphone | + 9 min 04 s     |

Tom Danielson, a été déclassé par l'UCI en 2012.

## Classements annexes
| Classement par points | Classement par points | Classement par points | Classement par points          | Classement par points |
| Coureur               | Coureur               | Pays                  | Équipe                         | Points                |
| --------------------- | --------------------- | --------------------- | ------------------------------ | --------------------- |
| 1er                   | Thor Hushovd          | Norvège               | Crédit Agricole                | 169 pts               |
| 2e                    | Alexandre Vinokourov  | Kazakhstan            | Astana                         | 118 pts               |
| 3e                    | Alejandro Valverde    | Espagne               | Caisse d'Épargne-Illes Balears | 117 pts               |
| 4e                    | Francisco Ventoso     | Espagne               | Saunier Duval-Prodir           | 89 pts                |
| 5e                    | Stuart O'Grady        | Australie             | CSC                            | 82 pts                |

| Classement par points | Classement par points | Classement par points | Classement par points          | Classement par points |
| Coureur               | Coureur               | Pays                  | Équipe                         | Points                |
| --------------------- | --------------------- | --------------------- | ------------------------------ | --------------------- |
| 1er                   | Thor Hushovd          | Norvège               | Crédit Agricole                | 169 pts               |
| 2e                    | Alexandre Vinokourov  | Kazakhstan            | Astana                         | 118 pts               |
| 3e                    | Alejandro Valverde    | Espagne               | Caisse d'Épargne-Illes Balears | 117 pts               |
| 4e                    | Francisco Ventoso     | Espagne               | Saunier Duval-Prodir           | 89 pts                |
| 5e                    | Stuart O'Grady        | Australie             | CSC                            | 82 pts                |

| Classement de la montagne | Classement de la montagne | Classement de la montagne | Classement de la montagne      | Classement de la montagne |
| Coureur                   | Coureur                   | Pays                      | Équipe                         | Points                    |
| ------------------------- | ------------------------- | ------------------------- | ------------------------------ | ------------------------- |
| 1er                       | Egoi Martínez             | Espagne                   | Discovery Channel              | 117 pts                   |
| 2e                        | Pietro Caucchioli         | Italie                    | Crédit Agricole                | 117 pts                   |
| 3e                        | Alejandro Valverde        | Espagne                   | Caisse d'Épargne-Illes Balears | 81 pts                    |
| 4e                        | José Miguel Elías         | Espagne                   | Relax-GAM                      | 70 pts                    |
| 5e                        | Carlos Sastre             | Espagne                   | CSC                            | 60 pts                    |

| Classement de la montagne | Classement de la montagne | Classement de la montagne | Classement de la montagne      | Classement de la montagne |
| Coureur                   | Coureur                   | Pays                      | Équipe                         | Points                    |
| ------------------------- | ------------------------- | ------------------------- | ------------------------------ | ------------------------- |
| 1er                       | Egoi Martínez             | Espagne                   | Discovery Channel              | 117 pts                   |
| 2e                        | Pietro Caucchioli         | Italie                    | Crédit Agricole                | 117 pts                   |
| 3e                        | Alejandro Valverde        | Espagne                   | Caisse d'Épargne-Illes Balears | 81 pts                    |
| 4e                        | José Miguel Elías         | Espagne                   | Relax-GAM                      | 70 pts                    |
| 5e                        | Carlos Sastre             | Espagne                   | CSC                            | 60 pts                    |

| Classement du combiné | Classement du combiné      | Classement du combiné | Classement du combiné          | Classement du combiné |
| Coureur               | Coureur                    | Pays                  | Équipe                         | Points                |
| --------------------- | -------------------------- | --------------------- | ------------------------------ | --------------------- |
| 1er                   | Alejandro Valverde         | Espagne               | Caisse d'Épargne-Illes Balears | 8 pts                 |
| 2e                    | Alexandre Vinokourov       | Kazakhstan            | Astana                         | 10 pts                |
| 3e                    | Carlos Sastre              | Espagne               | CSC                            | 15 pts                |
| 4e                    | Andrey Kashechkin          | Kazakhstan            | Astana                         | 22 pts                |
| 5e                    | José Ángel Gómez Marchante | Espagne               | Saunier Duval-Prodir           | 28 pts                |

| Classement du combiné | Classement du combiné      | Classement du combiné | Classement du combiné          | Classement du combiné |
| Coureur               | Coureur                    | Pays                  | Équipe                         | Points                |
| --------------------- | -------------------------- | --------------------- | ------------------------------ | --------------------- |
| 1er                   | Alejandro Valverde         | Espagne               | Caisse d'Épargne-Illes Balears | 8 pts                 |
| 2e                    | Alexandre Vinokourov       | Kazakhstan            | Astana                         | 10 pts                |
| 3e                    | Carlos Sastre              | Espagne               | CSC                            | 15 pts                |
| 4e                    | Andrey Kashechkin          | Kazakhstan            | Astana                         | 22 pts                |
| 5e                    | José Ángel Gómez Marchante | Espagne               | Saunier Duval-Prodir           | 28 pts                |

| Classement par équipes | Classement par équipes         | Classement par équipes | Classement par équipes |
| Équipe                 | Équipe                         | Pays                   | Temps                  |
| ---------------------- | ------------------------------ | ---------------------- | ---------------------- |
| 1re                    | Discovery Channel              | États-Unis             | 201 h 59 min 16 s      |
| 2e                     | Caisse d'Épargne-Illes Balears | Espagne                | + 15 min 27 s          |
| 3e                     | Astana                         | Espagne                | + 15 min 56 s          |
| 4e                     | Euskaltel-Euskadi              | Espagne                | + 28 min 37 s          |
| 5e                     | CSC                            | Danemark               | + 51 min 43 s          |

| Classement par équipes | Classement par équipes         | Classement par équipes | Classement par équipes |
| Équipe                 | Équipe                         | Pays                   | Temps                  |
| ---------------------- | ------------------------------ | ---------------------- | ---------------------- |
| 1re                    | Discovery Channel              | États-Unis             | 201 h 59 min 16 s      |
| 2e                     | Caisse d'Épargne-Illes Balears | Espagne                | + 15 min 27 s          |
| 3e                     | Astana                         | Espagne                | + 15 min 56 s          |
| 4e                     | Euskaltel-Euskadi              | Espagne                | + 28 min 37 s          |
| 5e                     | CSC                            | Danemark               | + 51 min 43 s          |